# Criterios de Bradford Hill
Los criterios de Bradford Hill, también conocidos como criterios de causalidad de Hill, son un grupo de nueve principios que pueden ser útiles para establecer pruebas epidemiológicas de una relación causal entre una presunta causa y un efecto observado y se han utilizado ampliamente en las investigaciones de salud pública. Fueron establecidos en 1965 por el epidemiólogo inglés Austin Bradford Hill y su aplicación exacta y los límites de los criterios siguen siendo objeto de debate. 

## Definición
En 1965, el estadístico inglés Austin Bradford Hill propuso un conjunto de nueve criterios para proporcionar pruebas epidemiológicas de una relación causal entre una presunta causa y un efecto observado. Por ejemplo, demostró la conexión entre el tabaquismo y el cáncer de pulmón. La lista de los criterios es la siguiente:
- Fuerza (tamaño del efecto): una relación pequeña no significa que no haya un efecto causal, aunque cuanto más grande sea la relación, más probable es que sea causal.
- Consistencia (reproducibilidad): los hallazgos coherentes observados por diferentes personas en diferentes lugares con diferentes muestras refuerzan la probabilidad de un efecto.
- Especificidad: la causalidad es probable si hay una población muy específica en un lugar específico y una enfermedad sin ninguna otra explicación probable. Cuanto más específica sea la asociación entre un factor y un efecto, mayor será la probabilidad de una relación causal.[1]
- Temporalidad: el efecto tiene que producirse después de la causa (y si hay un retraso previsto entre la causa y el efecto previsto, entonces el efecto debe producirse después de ese retraso).
- Gradiente biológico (relación dosis-respuesta): una mayor exposición debe conducir generalmente a una mayor incidencia del efecto. Sin embargo, en algunos casos, la mera presencia del factor puede desencadenar el efecto. En otros casos, se observa una proporción inversa: una mayor exposición conduce a una menor incidencia.[1]
- Plausibilidad: un mecanismo plausible entre causa y efecto es útil (pero Hill señaló que el conocimiento del mecanismo está limitado por los conocimientos actuales).
- Coherencia: la coherencia entre los hallazgos epidemiológicos y de laboratorio aumenta la probabilidad de un efecto. Sin embargo, Hill señaló que "... la falta de esas pruebas [de laboratorio] no puede anular el efecto epidemiológico en las relaciones".
- Experimento: "ocasionalmente es posible apelar a las pruebas experimentales".
- Analogía: el uso de analogías o similitudes entre la relación observada y cualquier otra relación.
- Reversibilidad, aunque solo algunos autores la consideran: si se elimina la causa, el efecto debe desaparecer también.

## Debate en la epidemiología
Los criterios de Bradford Hill han sido ampliamente aceptados como directrices útiles para investigar la causalidad en los estudios epidemiológicos, pero su valor ha sido cuestionado porque se han vuelto algo anticuados.
Algunas de las opciones propuestas para aplicarlas incluyen:
- Usar una consideración contrafáctica como base para aplicar cada criterio.[3]
- Subdividiéndolos en tres categorías: pruebas directas, mecánicas y paralelas, que se espera se complementen entre sí. Esta reformulación operativa de los criterios se ha propuesto recientemente en el contexto de la medicina basada en la evidencia.[4]
- Considerando los factores de confusión y el sesgo.[5]
- Usando los criterios de Hill como guía, pero sin considerarlos para dar conclusiones definitivas.[6]
- Separar la relación causal y las intervenciones, porque las intervenciones en la salud pública son más complejas de lo que se puede evaluar con el uso de los criterios de Hill.[7]

Un argumento en contra del uso de los criterios de Bradford Hill como consideraciones exclusivas para probar la causalidad es que el mecanismo básico para probar la causalidad no consiste en aplicar criterios específicos -ya sean los de Bradford Hill o un argumento contrafáctico- sino en la deducción del sentido común científico.
Otros argumentan que el estudio específico del que se han obtenido los datos es importante, y aunque los criterios de Bradford Hill pueden aplicarse para probar la causalidad en estos escenarios, el tipo de estudio puede descartar la deducción o la inducción de la causalidad, y los criterios sólo sirven para inferir la mejor explicación de estos datos.
El debate sobre el ámbito de aplicación de los criterios incluye si pueden aplicarse a las ciencias sociales. El argumento propone que hay diferentes motivos para definir la causalidad; los criterios de Bradford Hill aplicados a sistemas complejos como las ciencias de la salud son útiles en los modelos de predicción en los que se busca una consecuencia; los modelos de explicación de por qué se produjo la causalidad se deducen con menos facilidad de los criterios de Bradford Hill porque en estos modelos se necesita la instigación de la causalidad, más que la consecuencia.

## Ejemplos de aplicación
Los investigadores han aplicado los criterios de causalidad de Hill al examinar las pruebas en varias áreas de la epidemiología, incluyendo las conexiones entre la radiación ultravioleta B, la vitamina D y el cáncer, la vitamina D y los resultados del embarazo y del recién nacido, los resultados del alcohol y las enfermedades cardiovasculares, las infecciones y el riesgo de accidentes cerebrovasculares, la nutrición y los biomarcadores relacionados con los resultados de las enfermedades, y el consumo de bebidas azucaradas y la prevalencia de la obesidad y las enfermedades relacionadas con la obesidad. También se han utilizado en estudios epidemiológicos no humanos, como los relativos a los efectos de los plaguicidas neonicotinoides en las abejas. Se ha propuesto su utilización en la mejora de la calidad de los servicios de atención de la salud, lo que pone de relieve la forma en que pueden utilizarse los métodos de mejora de la calidad para aportar pruebas de los criterios.
Desde la descripción de los criterios, se han publicado muchos métodos para evaluar sistemáticamente las pruebas que sustentan una relación causal, por ejemplo, los cinco criterios de clasificación de las pruebas del Fondo Mundial para la Investigación del Cáncer (convincente; probable; pruebas limitadas - sugerente; pruebas limitadas - sin conclusión; efecto sustancial sobre el riesgo improbable).